# Bukowina (dopływ Łupawy)
Bukowina – rzeka na Pojezierzu Kaszubskim o charakterze podgórskim, długość: niecałe 35 km

## Bieg rzeki i ochrona przyrody
Główne źródło Bukowiny znajduje się w podmokłej niecce nieopodal Gowidlina, na terenie Gowidlińskiego Obszaru Chronionego Krajobrazu.
Rzeka w górnym biegu przepływa przez jeziora Trzono, Kamienickie i Święte. Dolny bieg rzeki do ujścia do Łupawy przebiega zalesioną pradoliną i stanowi szlak spływów kajakowych. Odcinek ten objęty jest ochroną w formie obszaru Natura 2000 "Dolina Łupawy" (PLH220036).
Ujście do Łupawy, w Kozinie. Rzeka zasilana jest przez kilka mniejszych cieków wodnych tj.: strumień Czarna Woda i dopływy z jezior Junno i Bukowskie.
Bukowina przepływa przez miejscowości: Łyśniewo Sierakowickie, Załakowo, Skrzeszewo, Siemirowice, Oskowo.

## Historia
W okresie międzywojennym po I wojnie powyżej Jez. Kamienieckiego rzeka nosiła nazwę "Bukowina". Zaś w dół od Jez. Kamienieckiego przez Jez. Święte do miejscowości Siemirowice ustanowiona została granica państwowa między Republiką Weimarską, a II Rzeczpospolitą. Od Siemirowic do ujścia rzeki nazwa urzędowa brzmiała "Buckowin Fluss". Po II wojnie nazwa "Bukowina" została rozciągnięta na cały bieg rzeki
. Najstarszym określeniem rzeki jest termin "Loschune" z 1379 r. .Ze względu na podgórski charakter rzeki, zlokalizowane było na niej 6 młynów wodnych w następujących miejscowościach: Łyśniewo Sierakowickie, Załakowo, Skrzeszewo, Siemirowice, Oskowo i Kozin.

## Turystyka
Rzeka stanowi trudny szlak kajakowy, dostępny tylko dla doświadczonych kajakarzy. Spływy rozpoczyna się najczęściej od Skrzeszewa i prowadzi aż do ujścia do Łupawy. Rzeka posiada wartki nurt i ma charakter podgórski.